# Dokutschajewo (Kaliningrad)
Dokutschajewo (russisch Докучаево, deutsch Samonienen, 1938–1945 Reiterhof) ist eine kleine Siedlung innerhalb der russischen Oblast Kaliningrad. Sie gehört zur kommunalen Selbstverwaltungseinheit Stadtkreis Nesterow im Rajon Nesterow.

## Geographische Lage
Dokutschajewo liegt zwei Kilometer westlich von Tschistyje Prudy (Tollmingkehmen/Tollmingen) an der Kommunalstraße 27K-180 nach Sadowoje (Elluschönen/Ellern). Bis in die 1970er Jahre war Tschistyje Prudy die nächste Bahnstation an der Bahnstrecke Gołdap–Nesterow, die nach 1945 nur noch im russischen Abschnitt betrieben wurde und dann eingestellt wurde.

## Ortsname
Die deutsche Ortsbezeichnung Samonienen leitet sich von Samanynai bzw. Samynynas her, was so viel wie „Moosboden“ bedeutet und damit wohl auf das Moor in der Gegend anspielt. Einen zweiten Ort gleichen Namens im Landkreis Goldap gibt es 20 Kilometer weiter südlich im heutigen Polen, der heute den Namen „Samoniny“ trägt.

## Geschichte
Das vormalige Samonienen wurde 1557 zum ersten Mal urkundlich erwähnt. 
Die große Pest 1708–1710 hat im Ort wohl niemand überstanden, denn 1719 stellte eine Kommission fest, dass hier niemand mehr lebe. Deshalb wurde in Samonienen ein etwa 200 Hektar großes gut als königliches Vorwerk errichtet, das dem Domänenvorwerk im benachbarten Tollmingkehmen (Tschistyje Prudy) zugeordnet war.
Im Jahre 1812 wurden Tollmingkehmen und Samonienen zur Versteigerung ausgeschrieben. Johann Kaeswurm erwarb so 1817 das Gut Samonienen und 1821 das Gut Tollmingkehmen. Die Familie Kaeswurm verkauft den Besitz an Otto Rothe, der auch schon Tollmingkehmen erworben hatte und nun beide Güter vereinigte. Bis 1945 blieb Samonienen im Besitz der Familie Rothe.
Im Jahre 1910 wurden in Samonienen 100 Einwohner gezählt. Nach dem Ersten Weltkrieg begann Karl Rothe mit einer erfolgreichen Trakehner Pferdezucht, die auf einer Gründung im Jahre 1828 aufbauen konnte. Aus ihr gingen u. a. die Olympiapferde Kronos und Absinth 1936 als Sieger hervor. Die Pferdeleidenschaft des Gutsbesitzers dürfte wohl auch der Hintergrund dafür gewesen zu sein, 1938 den Namen Samonienen durch die Bezeichnung „Reiterhof“ zu ersetzen.
Am 18. März 1874 war der Gutsbezirk Samonienen einer von 14 Gemeinden und Gutsbezirken, die den neuerrichteten Amtsbezirk Tollmingkehmen (1939–1946 Amtsbezirk Tollmingen) bildeten. Am 30. September 1928 wurde der Gutsbezirk  Samonienen mit dem Gutsbezirk Tollmingkehmen und der Landgemeinde Tollmingkehmen zur neuen Landgemeinde Tollmingkehmen zusammengeschlossen. Bis 1945 blieb so die Zugehörigkeit zum Landkreis Goldap im Regierungsbezirk Gumbinnen der preußischen Provinz Ostpreußen.
Infolge des Zweiten Weltkrieges kam das Gutsdorf zur Sowjetunion. Im Jahr 1950 erhielt es den russischen Namen Dokutschajewo und wurde gleichzeitig dem Dorfsowjet Tschistoprudnenski selski Sowet im Rajon Nesterow zugeordnet. Das 1863 errichtete Gutshaus, das den Krieg relativ unbeschadet überstanden hatte, wurde Krankenhaus, später Kindergarten. In den 1970er Jahren diente es als Wohnraum für Zuwanderer aus Kirgistan. Die 1830 gebauten Ställe und Scheunen wurden in den 1990er Jahren abgerissen, um an die begehrten Ziegel zu kommen. Von 2008 bis 2018 gehörte Dokutschajewo zur Landgemeinde Tschistoprudnenskoje selskoe posselenije und seither zum Stadtkreis Nesterow.

## Kirche
Kirchlich war Samonienen bzw. Reiterhof mit seiner vor 1945 überwiegend evangelischen Bevölkerung in das Kirchspiel Tollmingkehmen (1938–1946 Tollmingen, heute russisch: Tschistyje Prudy) im Kirchenkreis Goldap in der Kirchenprovinz Ostpreußen der Kirche der Altpreußischen Union eingepfarrt. Letzter deutscher Geistlicher war Pfarrer Emil Moysich. 
Nach dem Verbot aller kirchlichen Aktivitäten in der Zeit der Sowjetunion entstand in Tschistyje Prudy in den 1990er Jahren wieder eine evangelische Gemeinde, die sich der Propstei Kaliningrad der Evangelisch-Lutherischen Kirche Europäisches Russland (ELKER) zuordnete. Das zuständige Pfarramt ist das der Salzburger Kirche in Gussew (Gumbinnen).

## Söhne und Töchter des Ortes
- Otto Rothe (* 6. November 1924 in Samonienen; † 1970), deutscher Military-Reiter, Olympiasieger
- Hans Rothe (Slawist) (* 5. Mai 1928 in Berlin; † 2021) deutscher Hochschullehrer, Philologe und Slawist